# Светоблажје
Светоблажје је насељено место у општини Трнава, Осјечко-барањска жупанија, Хрватска.

## Историја
До територијалне реорганизације у Хрватској било је у саставу старе општине Ђаково.

## Становништво
У попису становништва из 2011. године, Светоблажје је имало 70 становника.
| Број становника према пописима | Број становника према пописима | Број становника према пописима | Број становника према пописима | Број становника према пописима | Број становника према пописима | Број становника према пописима | Број становника према пописима | Број становника према пописима | Број становника према пописима | Број становника према пописима | Број становника према пописима | Број становника према пописима | Број становника према пописима | Број становника према пописима | Број становника према пописима |
| ------------------------------ | ------------------------------ | ------------------------------ | ------------------------------ | ------------------------------ | ------------------------------ | ------------------------------ | ------------------------------ | ------------------------------ | ------------------------------ | ------------------------------ | ------------------------------ | ------------------------------ | ------------------------------ | ------------------------------ | ------------------------------ |
| 1857                           | 1869                           | 1880                           | 1890                           | 1900                           | 1910                           | 1921                           | 1931                           | 1948                           | 1953                           | 1961                           | 1971                           | 1981                           | 1991                           | 2001                           | 2011                           |
| 219                            | 233                            | 170                            | 196                            | 240                            | 293                            | 314                            | 333                            | 354                            | 340                            | 293                            | 255                            | 207                            | 139                            | 96                             | 70                             |

### Попис1991.
У попису становништва из 1991. Светоблажје је имало 139 становника, следећег националног састава:
| Попис 1991.‍  | Попис 1991.‍  | Попис 1991.‍ | Попис 1991.‍ | Попис 1991.‍ |
| ------------ | ------------ | ----------- | ----------- | ----------- |
|              |              |             |             |             |
| Срби         | Срби         |             | 91          | 65,46%      |
| Хрвати       | Хрвати       |             | 36          | 25,89%      |
| Југословени  | Југословени  |             | 5           | 3,59%       |
| Мађари       | Мађари       |             | 2           | 1,43%       |
| неопредељени | неопредељени |             | 2           | 1,43%       |
| регион. опр. | регион. опр. |             | 1           | 0,71%       |
| непознато    | непознато    |             | 2           | 1,43%       |
| укупно: 139  |              |             |             |             |

### Попис1910.
| Светоблажје                                                                                               | Светоблажје |
| --- | --- |
| језик | вера |
| укупно: 293 Српски 262 (89,41%) Хрватски 27 (9,21%) Мађарски 2 (0,68%) Немачки 1 (0,34%) остали 1 (0,34%) | <div style="border:solid transparent;position:absolute;width:100px;line-height:0;<div style="border:solid transparent;position:absolute;width:100px;line-height:0;<div style="border:solid transparent;position:absolute;width:100px;line-height:0; укупно: 293 Православци 263 (89,76%) Римокатолици 30 (10,23%) - (-%) |